# 태국력

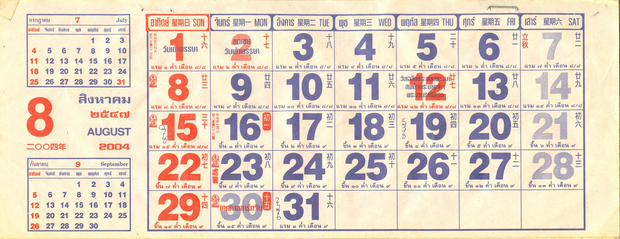
태국력과 중국력이 함께 표시된 태국의 전형적인 달력. 태양력, 태국력, 중국력에 따른 2004년(불멸기원 2547년) 8월의 날짜가 표시되어 있다.

태국력(태국어: ปฏิทินไทย 빠띠틴 타이[*])은 태국에서 사용되는 역법을 의미한다. 태국에서는 태양력을 기준으로 하는 태국 태양력, 전통 행사 및 불교 신앙에서 사용되는 태국 태음력(불멸기원의 하나로서 기술적으로는 태양태음력임)이라는 2가지 역법이 함께 사용된다.
태국의 태양력은 1889년에 쭐랄롱꼰(라마 5세) 국왕에 의해 도입되어 공식적인 맥락에서 태음력을 대체하였다. 태국에서 새해 첫날은 원래 4월 1일로 표기되었으나 1941년에 1월 1일로 변경되었다. 태국에서 사용되는 달과 날은 그레고리력과 정확히 일치한다. 태국에서 사용되는 연도인 불멸기원은 1913년에 라타나코신력을 대체하기 위해 도입된 역법으로서 1889년에 출라 사까랏을 대체했다. 태국의 불멸기원은 서력기원보다 543년 앞서 있기 때문에 서력기원 2020년은 불멸기원 2563년에 해당한다.
태국의 태음력은 1년에 12개월 또는 13개월을 포함하고 있으며 한 달에 15일 동안 지속되는 달이 차는 시기, 14일 또는 15일 동안 지속되는 달이 이지러지는 시기가 있다. 태국에서 사용되는 태음력은 354일, 355일 또는 384일에 해당한다. 새해를 세는 데에 사용되는 날짜가 여러 개 있기는 하지만 보통 십이지의 동물에 의해 연도가 기록된다.
세계의 다른 나라들과 마찬가지로 태국에서 7일 동안 이어지는 1주일은 2가지 역법과 함께 사용된다. 태양력은 현대 태국에서 일상 생활의 대부분을 지배하고 있다. 태국의 공문서에서는 변함없이 불멸기원을 따르지만 민간에서도 서력기원을 사용하고 있다. 태음력은 불교 명절, 전통 축제, 점성술의 날짜를 결정하며 음력 날짜는 여전히 태국의 출생 증명서에 기록되고 대부분의 일간지에 인쇄된다.

## 태국의 달력에서의 표기

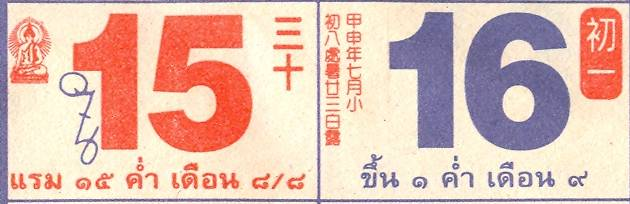
태국의 달력에 표시된 2004년 8월 15일과 8월 16일

- 일요일과 공휴일은 빨간 숫자로 표시한다.
- 포살(태국어: วันพระ 완 프라[*])에 해당되는 날은 부처 그림을 그려넣는다.
- 흰 한자가 새겨진 붉은 명판에는 중국력의 신월과 보름달을 표시하는데 보통 태국의 역법과 하루 정도의 차이가 난다.
- 태국 태음력 날짜는 태국 태양력 날짜 아래에 표기한다.

## 생일
일상적인 점성술은 태국의 문화에서 두드러지게 나타나기 때문에 현대 태국의 출생 증명서에는 음력 날짜, 태국 점성술(태국어: โหราศาสตร์ 호라삿[*]), 중국 점성술에 따른 중국력에서의 십이지 이름이 함께 표기되어 있다. 태국의 출생 증명서에서는 생년월일과 요일, 음력 날짜, 띠를 가리키는 동물 이름이 표시된다. 태국인들은 전통적으로 12년 동안에 걸친 동물 주기 이름으로 나이를 계산하는데 12주년과 60주년 기념일은 특별한 의미가 있다. 그러나 공식적인 역법은 법적 나이를 결정한다.
예를 들어 2004년 8월 12일은 시리낏 왕비의 생일인 음력 8월 12일이었는데 태국의 어머니날에 해당하는 공휴일이기도 했다. 시리낏 왕비의 십이지 동물은 원숭이(申, 신)인데 전통적인 60주년이 되는 해는 1992년이다. 금요일에 태어난 시리낏 왕비를 상징하는 행운의 색은 파란색이다. 그 날의 행운의 색은 태국의 달력에 표시되어 있고 그 아래에는 부처 그림이 그려져 있다.

## 주
태국에서 주(태국어: สัปดาห์ 삽다[*], 산스크리트어로 "7"을 뜻하는 '삽타'(산스크리트어: सप्ताह)에서 유래됨)는 일요일에 시작해서 토요일에 끝난다. 요일은 인도 점성술에 등장하는 나바그라하에서 언급한 9개의 행성 가운데 첫 7개 행성, 즉 태양, 달, 5개의 고대의 행성(화성, 수성, 목성, 금성, 토성)을 관장하는 힌두교에서의 신의 이름에서 따왔다.
| 요일 이름 | 태국어 이름 | 태국어 발음     | 색   | 힌두교에서의 신 | 행성 |
| --------- | ----------- | --------------- | ---- | --------------- | ---- |
| 일요일    | วันอาทิตย์     | 완 아팃         | 빨강 | 수리야          | 태양 |
| 월요일    | วันจันทร์      | 완 찬           | 노랑 | 찬드라          | 달   |
| 화요일    | วันอังคาร     | 완 앙칸         | 분홍 | 망갈라          | 화성 |
| 수요일    | วันพุธ        | 완 풋           | 녹색 | 부다            | 수성 |
| 목요일    | วันพฤหัสบดี    | 완 프르핫사보디 | 주황 | 브리하스파티    | 목성 |
| 금요일    | วันศุกร์       | 완 숙           | 파랑 | 슈크라          | 금성 |
| 토요일    | วันเสาร์      | 완 사오         | 자주 | 샤니            | 토성 |

주해: 태국에서는 아유타야 왕국 시대부터 전해오는 주어진 요일마다 행운을 가져다 주는 색이 있는데 수요일은 녹색, 수요일 밤은 연한 녹색을 가리킨다. 그 외에 석가모니의 생애에서 등장한 이야기를 나타내는 부처 그림은 1주일을 나타내는 경우가 존재하고 요일마다 서로 다른 경우가 존재한다. 월요일은 낮과 밤이 서로 다른 수요일과 같은 3가지 형식이 존재한다.
태국에서는 행성을 다음과 같이 신으로 묘사했다.

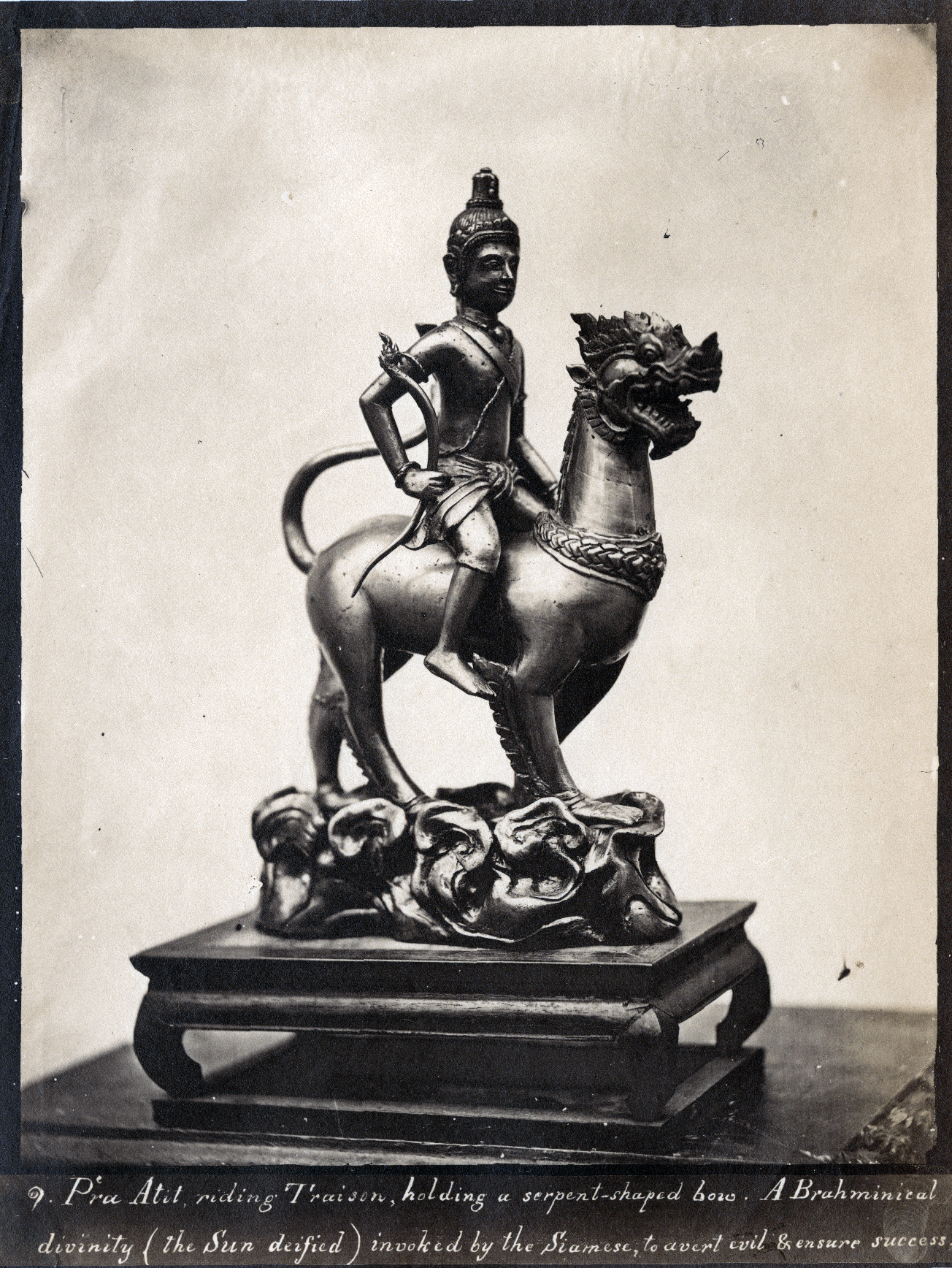
프라 아팃 (태양)
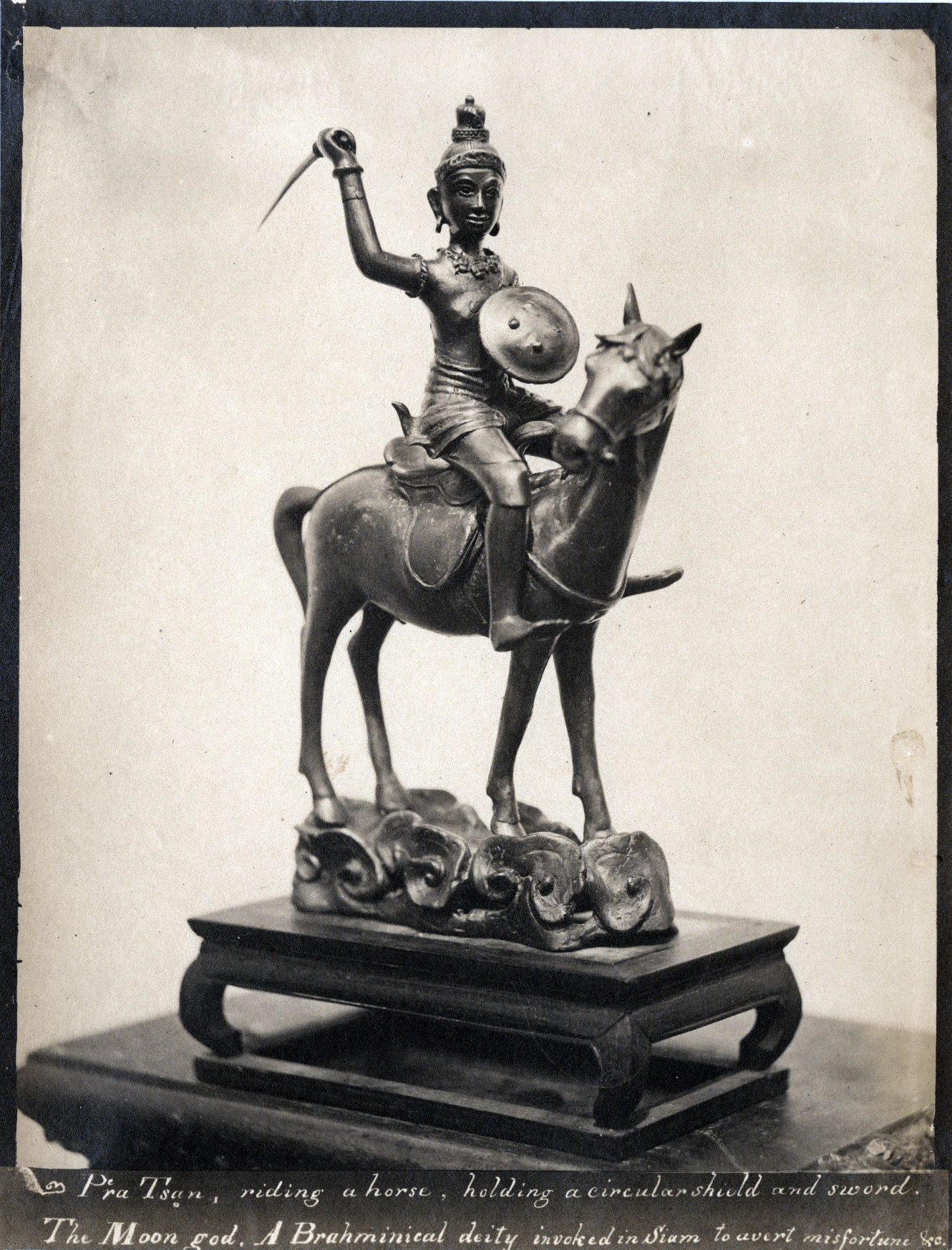
프라 찬 (달)
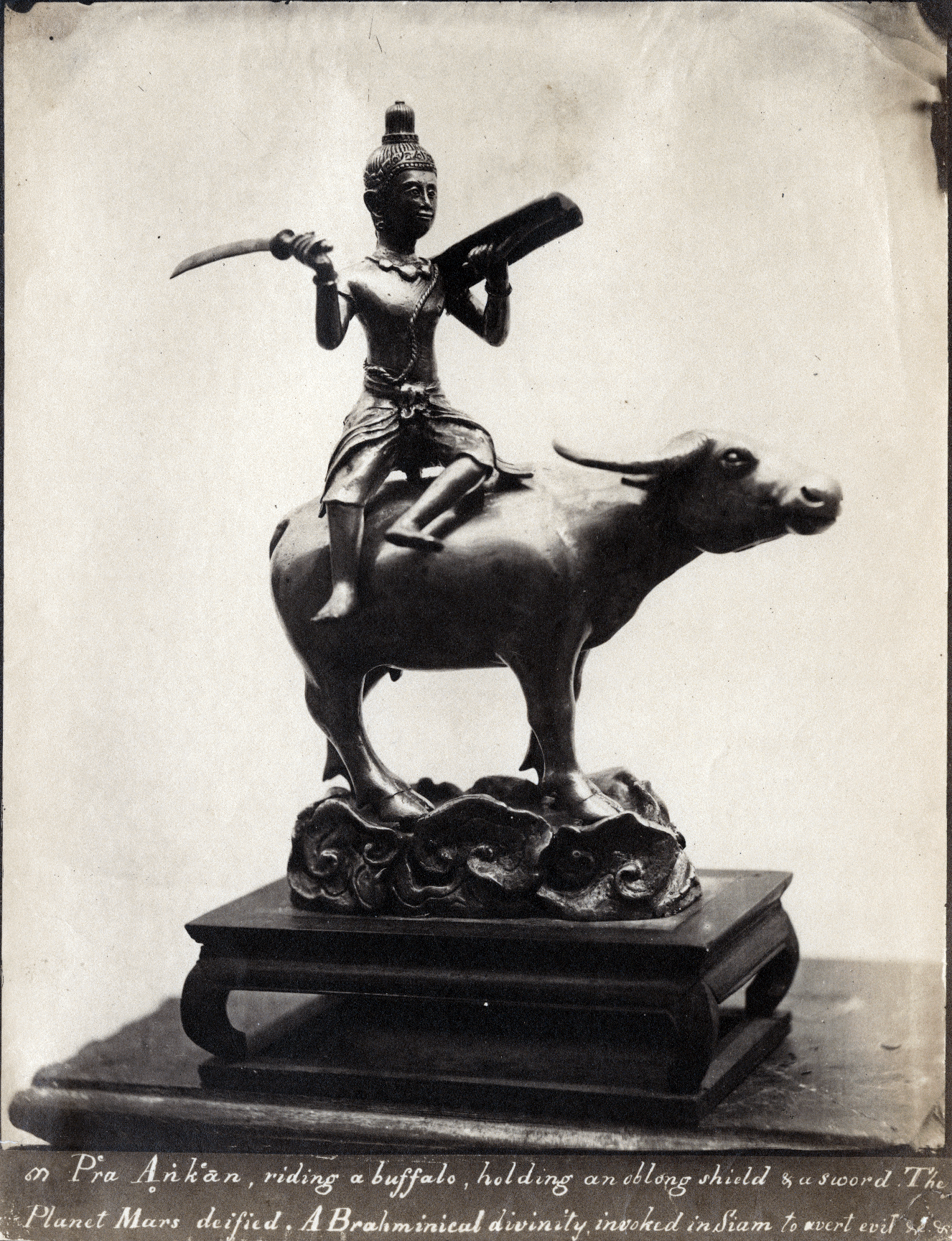
프라 앙칸 (화성)
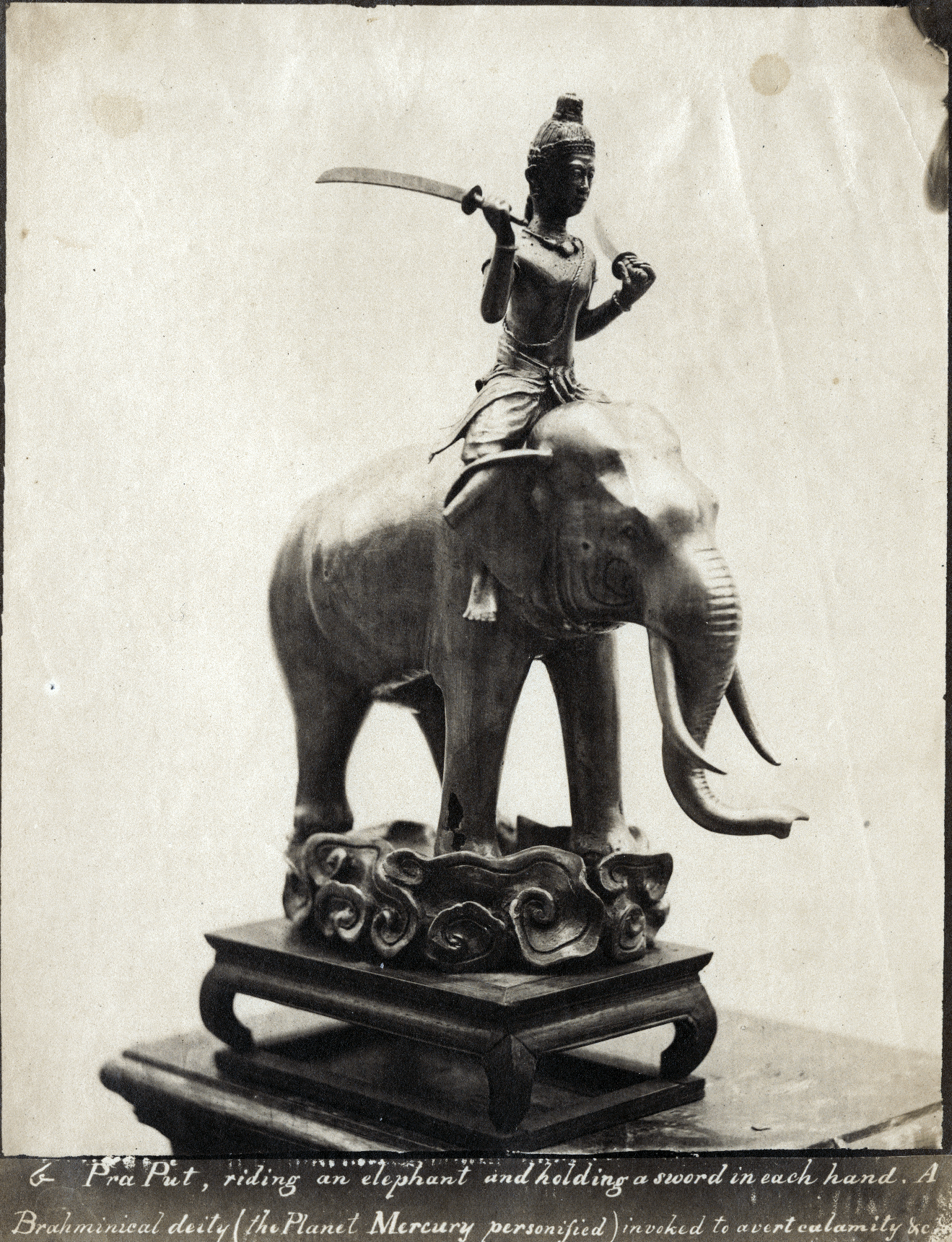
프라 풋 (수성)
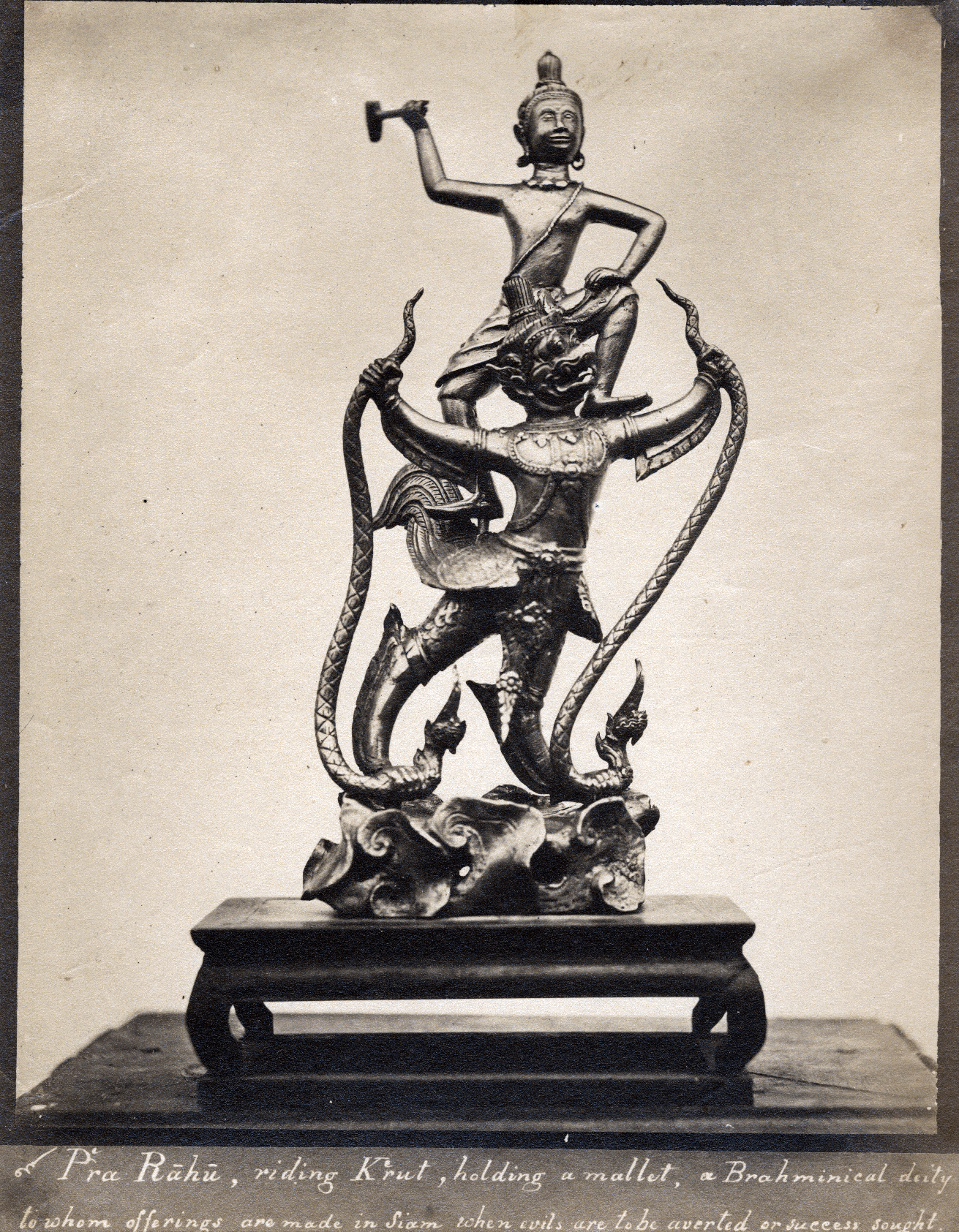
프라 라후 (달의 교점)
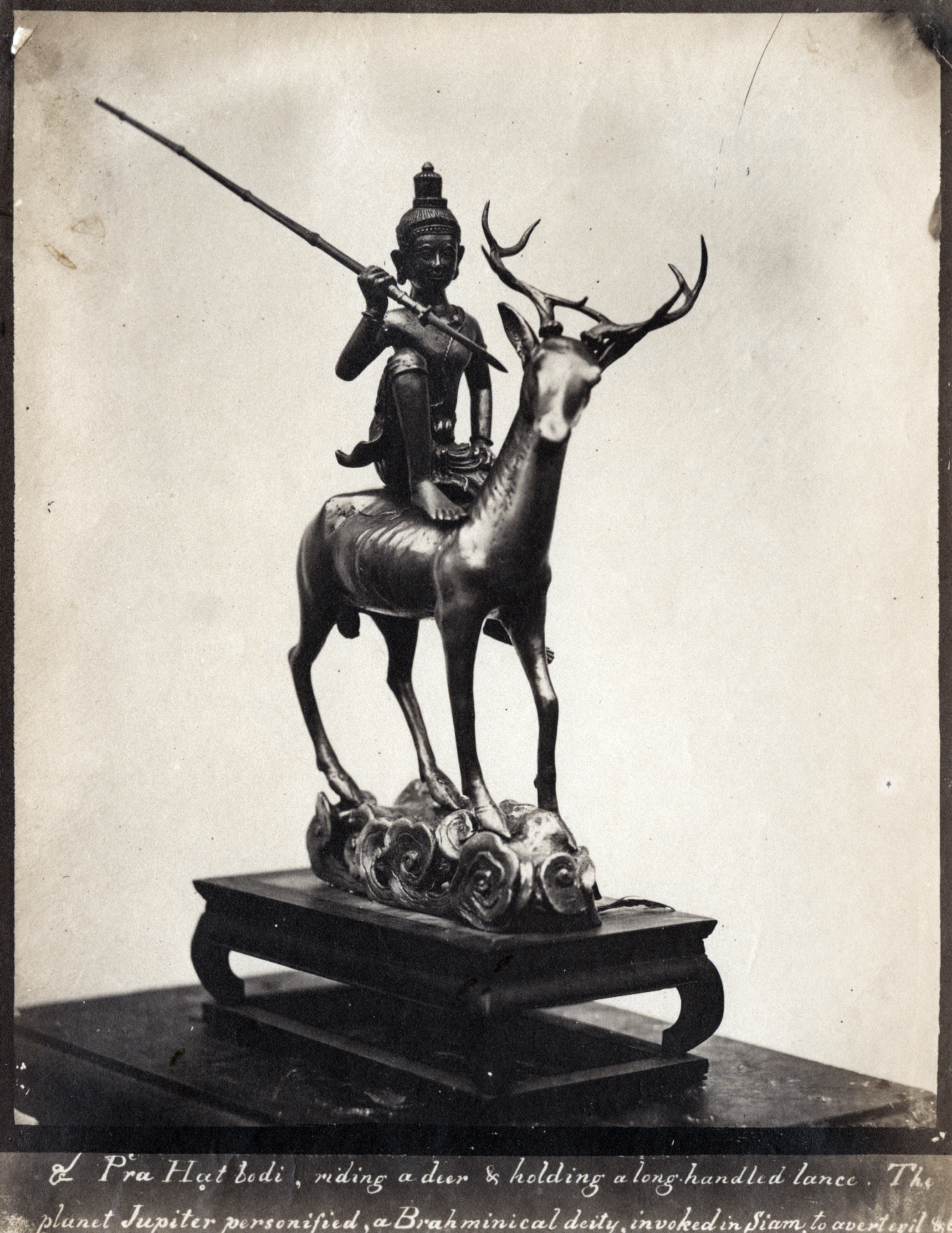
프라 프르핫 (목성)
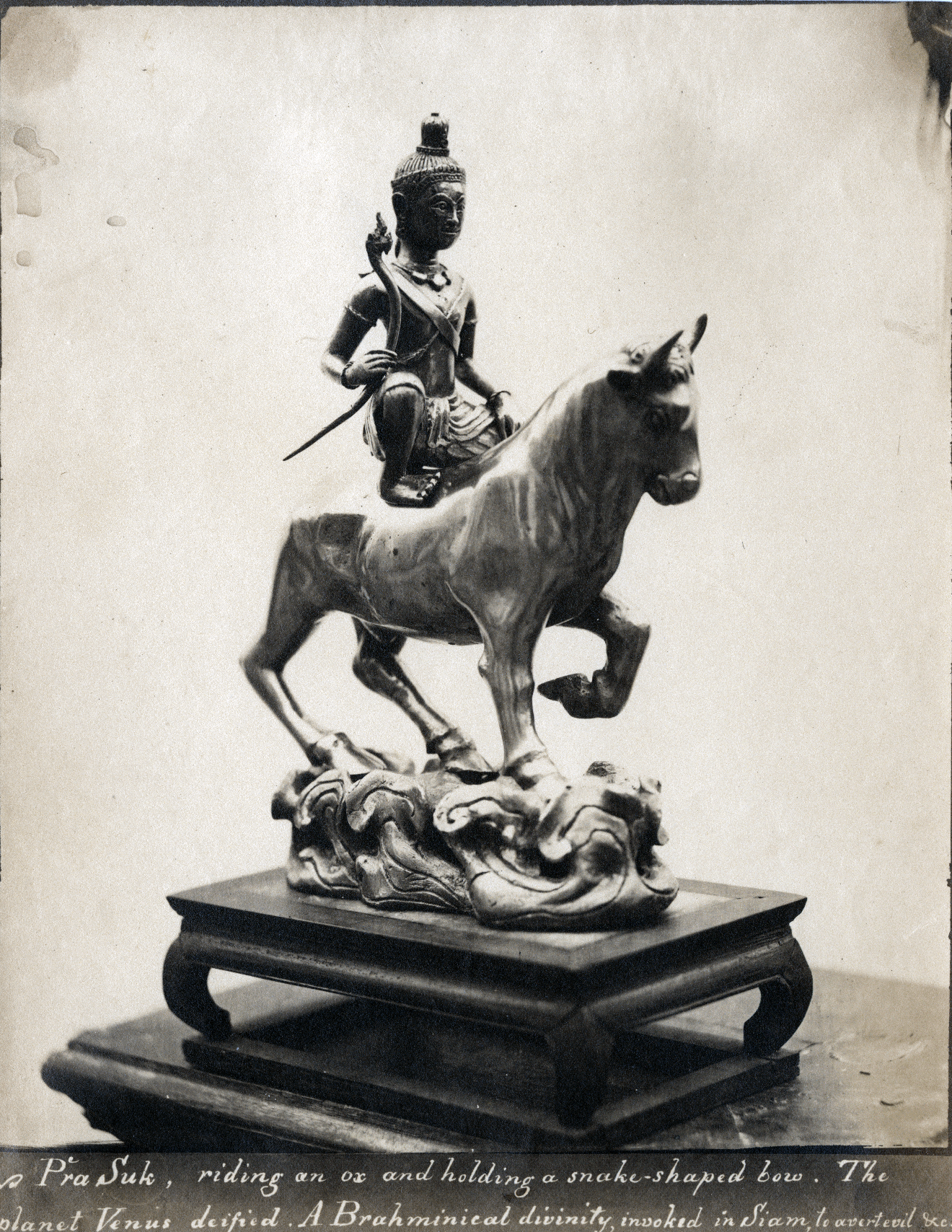
프라 숙 (금성)
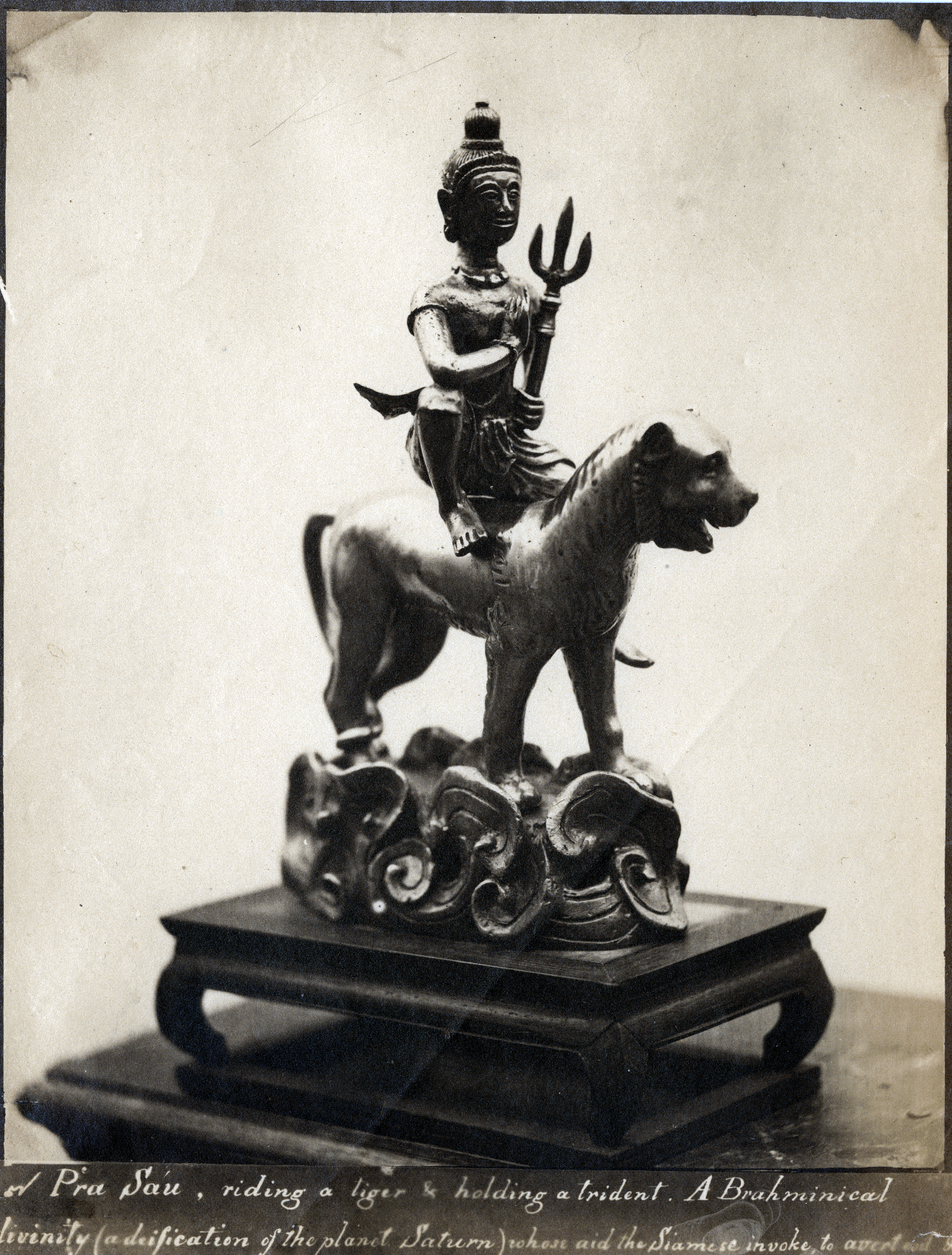
프라 사오 (토성)

### 주말과 공휴일
토요일과 일요일에 해당하는 주말(태국어: เสาร์-อาทิตย์ 사오 아팃[*])은 태국에서 법적인 비근무일(태국어: วันหยุดราชการ 완 윳 랏차깐[*])로 여겨지며 일반적으로 공휴일과 마찬가지로 달력에 빨간색으로 표시된다. 1996년부터 태국 내각의 결정에 따라 주말에 해당하는 공휴일은 월요일에 해당하는 2004년 8월 2일과 같은 대체일(태국어: วันชดเชย 완 촛츠이[*])이 대체로 밝은 빨간색으로 표시된다. 설날이나 중국계 태국인이 행하는 다른 명절은 둘 다 중국력에 따라 계산하기 때문에 날짜마다 서로 다르다.

## 같이 보기
- 태국 태양력
- 태국 태음력